# Reforma imperial

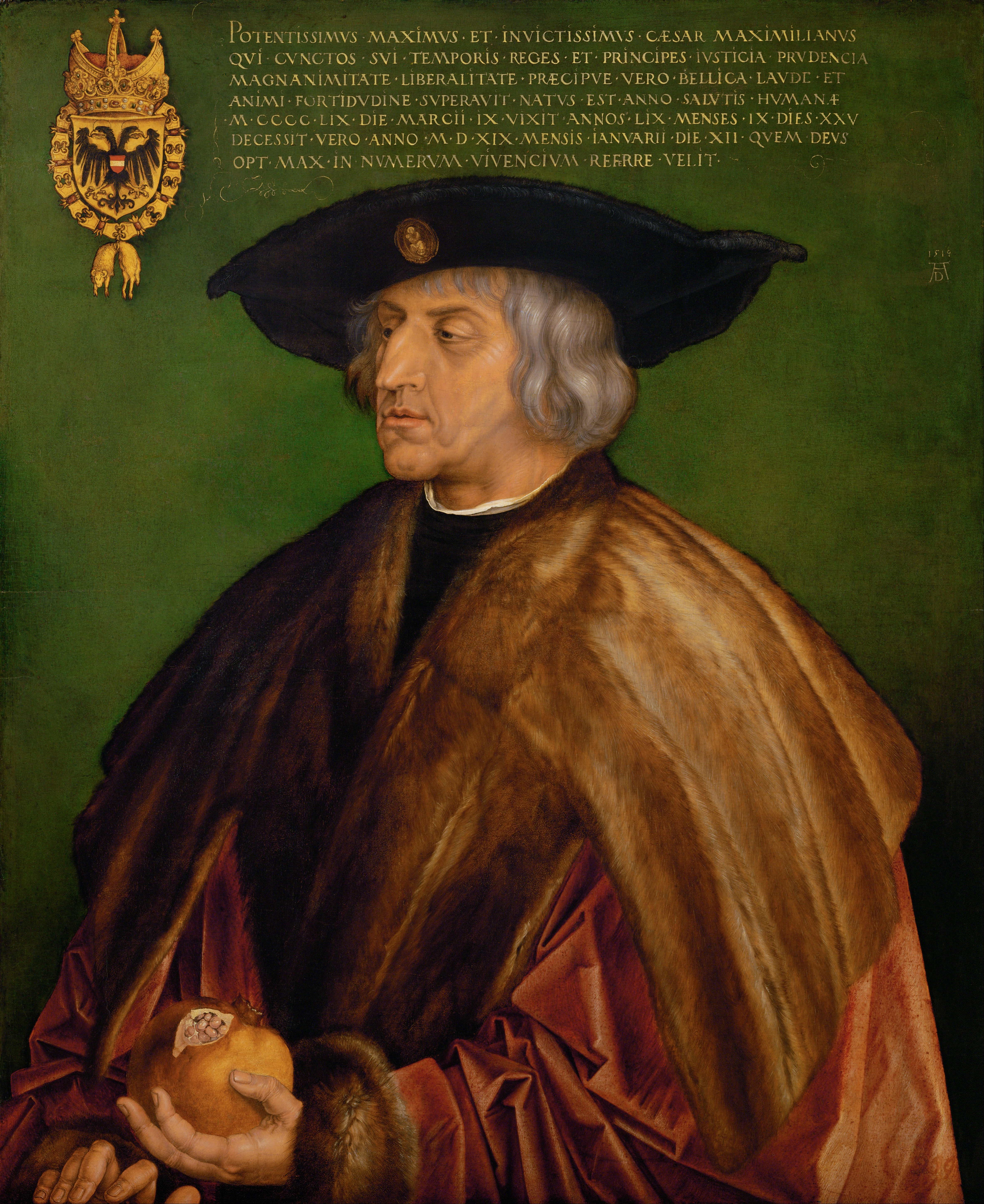
Maximiliano I fue uno de los más importantes promotores de la reforma imperial. Pintura de Alberto Durero

Se conoce como Reforma imperial (en alemán: Reichsreform) a repetidos intentos en los siglos XV y XVI de adaptar la estructura y el orden constitucional (Verfassungsordnung) del Sacro Imperio Romano Germánico a los requisitos de un Estado en su sentido moderno y dotarlo de un gobierno unificado bajo los estados imperiales (Reichsstände) o el propio emperador. 

## Primeros intentos
De 1434 a 1438, se emprendieron los primeros intentos de reforma imperial en dietas imperiales en Eger y Núremberg. El proyecto fue en parte iniciativa del emperador Segismundo y en parte de los príncipes electores. Las contiendas fueron prohibidas y se discutió una revisión de los derechos de acuñación y escolta (Geleitrecht). Se emprendió además una división administrativa del imperio en círculos imperiales. 
Todas las propuestas se encontraron, aun así, con los intereses contrapuestos del emperador y los príncipes imperiales. Ambas partes luchaban para crear un gobierno más factible del imperio pero en direcciones opuestas. El emperador quería fortalecer su control; los príncipes por el contrario querían un liderazgo colegial o corporativo en el que pudieran participar.
Las crónicas contemporáneas, como el Reformatio Sigismundi, muestran como las clases educadas que conformaban los pequeños señores territoriales de los condados y baronías (Freiherren) así como los caballeros imperiales (Reichsritterschaft),  las ciudades imperiales y los territorios eclesiásticos más pequeños apoyaban al emperador en pro de una autoridad central que protegiera mejor sus dominios. Sin embargo, el emperador, casi siempre proveniente de la Casa de Habsburgo tras Alberto II, usaba la política imperial solo para construir una estructura de poder en sus propios dominios.

## Medidas de 1495
En 1495, se emprendió un intento de reforma en una Dieta Imperial en la ciudad de Worms para dar a un Sacro Imperio Romano Germánico en descomposición una estructura nueva. 
La reforma se basaba en la teoría de inter-concordancia política entre el Emperador y los Estados Imperiales desarrollado por Nicolás de Cusa.
Después de la caída de la Casa de Hohenstaufen a mediados del siglo XIII, el poder de los emperadores gradualmente declinó en favor de las estados imperiales (Reichsstände), especialmente en favor de los Príncipes electores nombrados en la Bula de Oro de 1356- Los Reichsstände autónomos se encontraron con las desventajas de la ausencia de una autoridad centralizada y sufrieron amenazas y conflictos armados como las guerras husitas.
En ese contexto, Maximiliano I de Habsburgo fue elegido rey de romanos en 1493. Desde 1477 había tenido que defender sus reclamaciones a la herencia de su difunta mujer María de Borgoña contra las intrigas de Luis XI de Francia mientras que después de la caída de Constantinopla en 1453, el imperio otomano había continuado su expansión hacia los Balcanes. En la dieta de 1495, Maximiliano pidió a los representantes de los estados contribuciones, un impuesto imperial para financiar los gastos derivados de estas amenazas y tropas. Los diputados, dirigidos por Canciller Bertold von Henneberg-Römhild, Arzobispo de Maguncia, estuvieron de acuerdo en principio a pagar un penique común (Gemeiner Pfennig) directamente al emperador, pero a cambio de ciertas condiciones:
1. La constitución de un Reichsregiment, un gobierno imperial para reemplazar la torpe y lenta Dieta Imperial que nunca había conseguido mucha influencia. Constando de veinte representantes de los príncipes temporales, espirituales y de las ciudades imperiales, debía controlar la política financiera y extranjera del Emperador. Maximiliano rechazó esta restricción de su autoridad y no consintió hasta la Dieta de Augsburgo de 1500, cuando los estados le concedieron landsquenetes. Sólo dos años más tarde lo abolió.
2. La Paz Pública Perpetua, que excluyó contiendas feudales entre los vasallos.
3. La instauración de una Cámara de la Corte Imperial, un tribunal supremo para todo del territorio del Imperio que separaba el poder judicial del emperador que quedaba como poder ejecutivo. Maximiliano respondió estableciendo el concurrente Consejo Áulico en 1497. La Cámara de la Corte Imperial tuvo su sede en Fráncfort del Meno hasta su traslado a Espira en 1523 y su reubicación final en Wetzlar en 1693.
4. El establecimiento en 1500 de seis (tras 1512, diez) Círculos Imperiales con Dietas de Círculo. Los círculos, originalmente circunscripciones del Reichsregiment, permitieron una administración más uniforme del Imperio para ejecutar la Paz Pública Perpetua, los nuevos impuestos y el reclutamiento de tropas.

La confederación suiza no aceptó las resoluciones de la Dieta Imperial y rechazó explícitamente pagar el penique común, llevando a la Guerra de Suabia de 1499 y la salida de la confederación del imperio. Debido a la obstinada resistencia de varios estados más a la recolección del impuesto, fue finalmente eliminado en 1505.
Ante esta perspectiva, considerar la reforma imperial como exitosa es un tema discutido. Algunos académicos defienden que, frente a la interpretación moderna que lo ve como un intento de crear un estado moderno, debería ser vista como una redistribución del poder imperial, un objetivo en que tuvo éxito. 
La reforma se da por concluida con el Orden Imperial de 1555, dentro de la Paz de Augsburgo, que reguló más en detalle responsabilidades de los Círculo Imperiales.

## Literatura
- Heinz Angermeier: Dado Reichsreform. 1410–1555. Dado Staatsproblematik en Deutschland zwischen Mittelalter und Gegenwart. Beck, Múnich, 1984, ISBN 3-406-30278-5 (Así mismo: Múnich, Univ., Diss., 1954).
- Mattias G. Fischer: Reichsreform und „Ewiger Landfrieden“. Über Dado Entwicklung des Fehderechts im 15. Jahrhundert bis zum absoluten Fehdeverbot von 1495. Scientia-Verlag, Aalen, 2007, ISBN 978-3-511-02854-1 (Untersuchungen zur deutschen Staats- und Rechtsgeschichte Neue Folge 35) Así mismo: Göttingen, Univ., Diss., 2002.
- Hermann Heimpel: Studien zur Kirchen- und Reichsreform des 15. Jahrhunderts. Invierno, Heidelberg, 1974, ISBN 3-533-02338-9 (Sitzungsberichte der Heidelberger Akademie der Wissenschaften, Philosophisch-Historische Klasse 1974, 1).
- Victor von Kraus: Das Nürnberger Reichsregiment. Gründung und Verfall. 1500@–1502. Ein Stück deutscher Verfassungs-Geschichte aus dem Zeitalter Maximilians. Nach archivalischen Quellen dargestellt. Wagner, Innsbruck, 1883 (Neudruck: Scientia-Verlag, Aalen, 1969).
- Karl-Friedrich Krieger: König, Reich und Reichsreform im Spätmittelalter. 2.ª edición revisada. Oldenbourg, Múnich, 2005, ISBN 3-486-57670-4 (Enzyklopädie Deutscher Geschichte 14). Contiene una bibliografía comprensible.

- Datos: Q565476